# Костёл Святого Антония Падуанского (Бирштонас)
Костёл Святого Антония Падуанского (лит. Birštono Šv. Antano Paduviečio bažnyčia) — католический храм, находящийся на правом берегу Немана в городе Бирштонас Каунассого уезда Литвы. Костёл освящен в честь святого Антония Падуанского. Входит в состав Стаклишкского деканата Кайшядорской епархии. Построен в неоготическом архитектурном стиле и представляет собой трёхнефный храм с колокольней посередине главного фасада. Передняя часть костёльного двора обнесена металлической оградой с металлическими воротами, отлитыми в Польше.

## История
Считается, что уже в начале XVI века в Бирштонасе был свой костёл. К началу XVII века он сильно обветшал и местным деканатом было принято решение о его перестройке. Восстановлением старой церкви поручили местному старосте Каспарасу Горвартасу (англ. Kasparas Gorvartas).
В начале Северной войны 1655—1660 годов костёл сильно пострадал от пожара, в дальнейшем его неоднократно ремонтировали.
В 1787 году, благодаря стараниям Пренайского старосты К. Сапеги (лит. K. Sapiega), был построен новый деревянный костёл.

## Строительство
Нынешний каменный костёл был спроектирован известным польско-литовским архитектором Вацлавом Михневичем, в 1900 году. Спустя три года, в 1903 году начались строительные работы, которыми руководили настоятель местного прихода Йонас Карвялис (лит. Jonas Karvelis) и курировавший его архитектор Эдмундас Фрикас (лит. Edmundas Frykas). Строительство продолжалось 6 лет. Освящение нового костёла было проведено в 1909 году, во имя святого Антония Падуанского.

## Интерьер
Внутреннее убранство костёла украшает множество колоритных роскошных картин и витражей авторства литовских художников.
В центральном алтаре костёла расположена картина Пресвятой Девы Марии, художника Стансловаса Гобята. Левый алтарь занимает картина «Св. Иосиф с Младенцем», предположительно, написанная в XVIII веке.
Среди прочих картин можно выделить: «Св. Иуда Фаддей» литовского художника Никодемаса Силванавичюса и «Св. апостол Симон» неизвестного художника.
Витражи были специально созданы и установлены к 500-летию Крещения Литвы и 500-летию со дня смерти Святого Казимира, в 1984—1986 годах. Это стало возможным благодаря заботам пастора костёла Миколаса Пяткявичюса, который пригласил для этого дела известного литовского витражиста Витаутаса Шварлиса и художника Андрюса Гедримаса. На витражах изображены, обратившие Литву в христианскую веру, великие князья Миндаугас и Витаутас Великий, а также епископы Мотеюс Валанчюс и Валериёнас Протасявичюс, Святой Георгий, архангел Михаил, Святой мученик Максимилиан Кольбе.

### Орган
В 1908 году в костёле был установлен орган каунасским органным мастером Йонасом Гаралевичюсом (Jonas Garalevičius). Орган реставрировался в 1959 году мастерами Станисловасом и Людвикасом Черняускасами (Stanislovas ir Liudvikas Černiauskai), а также в 1999 году — мастером литовской органной фирмы Laimio Pikučio vargonų firma, Пикутисом Лаймонасом.